# Сулеєво (Сьремський повіт)
Сулеєво (пол. Sulejewo) — село в Польщі, у гміні Бродниця Сьремського повіту Великопольського воєводства.
Населення — 145 осіб (2011).
У 1975-1998 роках село належало до Познанського воєводства.

## Демографія
Демографічна структура станом на 31 березня 2011 року:
|          | Загалом | Допрацездатний вік | Працездатний вік | Постпрацездатний вік |
| -------- | ------- | ------------------ | ---------------- | -------------------- |
| Чоловіки | 75      | 22                 | 49               | 4                    |
| Жінки    | 70      | 20                 | 36               | 14                   |
| Разом    | 145     | 42                 | 85               | 18                   |